# 케이트 헨쇼
케이트 헨쇼(Kate Henshaw, 1971년 7월 19일 ~ )는 나이지리아의 배우이다. 2008 아프리카 영화 아카데미상 여우주연상 수상자이다.